# Rakovčík
Rakovčík (bis 1927 slowakisch „Rakovec“ oder „Rakovčik“; ungarisch Felsőrákóc – bis 1907 Rákóc) ist eine Gemeinde im Nordosten der Slowakei mit 362 Einwohnern (Stand 31. Dezember 2024), die im Okres Svidník, einem Kreis des Prešovský kraj sowie in der traditionellen Landschaft Šariš liegt.

## Geographie

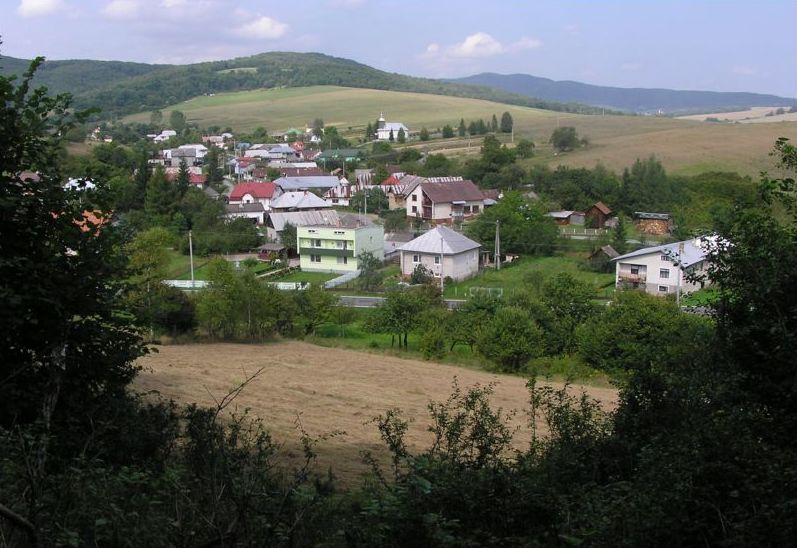
Rakovčík

Die Gemeinde befindet sich in den Niederen Beskiden im Bergland Ondavská vrchovina, am Bach Studený potok im Einzugsgebiet der Ondava. Das Ortszentrum liegt auf einer Höhe von 226 m n.m. und ist neun Kilometer Svidník entfernt (Straßenentfernung).
Nachbargemeinden sind Mestisko im Norden und Osten, Duplín im Südosten, Šarišský Štiavnik im Süden, Beňadikovce im Südwesten und Westen und Mlynárovce im Nordwesten.

## Geschichte
Rakovčík wurde zum ersten Mal 1572 als Rakowcz schriftlich erwähnt und war Teil der Herrschaft von Makovica. Die Einwohner waren vorwiegend als Viehhalter und Waldarbeiter beschäftigt. Im 19. Jahrhundert besaß die Familie Holländer Ortsgüter.
1787 hatte die Ortschaft 22 Häuser und 160 Einwohner, 1828 zählte man 26 Häuser und 202 Einwohner. In der zweiten Hälfte des 19. Jahrhunderts gab es in verstärktem Maße Auswanderung. Während der Winterschlacht in den Karpaten um Jahreswende 1914/15 war Rakovčík kurzzeitig durch ein russisches Heer besetzt.
Bis 1918 gehörte der im Komitat Sáros liegende Ort zum Königreich Ungarn und kam danach zur Tschechoslowakei beziehungsweise heute Slowakei. Nach dem Krieg pendelte ein Teil der Einwohner zur Arbeit in Industriebetriebe in der Gegend.

## Bevölkerung
| Jahr                | 1994 | 2004    | 2014    | 2024     |
| ------------------- | ---- | ------- | ------- | -------- |
| Anzahl der Personen | 179  | 165     | 171     | 139      |
| Unterschied         |      | −7,82 % | +3,63 % | −18,71 % |

| Jahr                | 2023 | 2024    |
| ------------------- | ---- | ------- |
| Anzahl der Personen | 141  | 139     |
| Unterschied         |      | −1,41 % |

Gemäß der Volkszählung 2011 wohnten in Rakovčík 175 Einwohner, davon 122 Slowaken, jeweils 25 Polen und Russinen sowie jeweils ein Tscheche und Ukrainer. Ein Einwohner machte keine Angabe zur Ethnie.
133 Einwohner bekannten sich zur griechisch-katholischen Kirche, 39 Einwohner zur römisch-katholischen Kirche und ein Einwohner zur orthodoxen Kirche. Bei zwei Einwohnern wurde die Konfession nicht ermittelt.

## Bauwerke
- griechisch-katholische Kirche Schutz der hochheiligen Gottesgebärerin im klassizistischen Stil aus der ersten Hälfte des 19. Jahrhunderts[6]

## Verkehr
Durch Rakovčík führt die Cesta I. triedy 21 („Straße 1. Ordnung“) von Lipníky nach Svidník und zur polnischen Grenze bei Vyšný Komárnik, als Teil der E 371.